# Gyöngyös réce
A gyöngyös réce (Stictonetta naevosa) a madarak osztályának a lúdalakúak (Anseriformes) rendjébe, ezen belül a récefélék (Anatidae) családjába tartozó faj.
A gyöngyösréceformák (Stictonettinae) alcsaládba tartozó Stictonetta nemnek egyetlen faja.

## Előfordulása
Délkelet-Ausztráliában és Nyugat-Ausztrália délnyugati részén mocsaras területeken és tavakon él.
Többnyire társasan fordul elő, a csapatok akár 100 madárból is állhatnak.

## Megjelenése
Hossza 50–60 centiméter, szárnyfesztávolsága 75–85 centiméter, testtömege pedig 800–1000 gramm.
A hím és tojó tollazata hasonló, szürkésbarnán mintázott, de a hím csőre költésidőben piros.
Rövid lábaival a récefélékre emlékeztet, de anatómiájában, viselkedésében és életmódjában átmenet képez a ludak és a récék között.
Ezért ezt az alcsaládot a ludak és a récék közé szokták helyezni.
|  |  |

## Életmódja
Tápláléka javarészt algákból és vízinövényekből áll, de állati eredetű táplálékot, mint férgeket, rovarokat, sőt kisebb halakat is fogyaszt.

## Szaporodása
Költési időszaka júniustól decemberig tart. A hím részt vesz a fészeképítésben, de ezt követően már hanyagolja családi kötelezettségeit. Az 5-6 tojást körülbelül egy hónap alatt költi ki egyedül a tojó, és a fiókák felnevelése is egyedül az ő feladata.

## Rendszertan
Bár megjelenése réceszerű, anatómiájában és viselkedésében hasonlít a ludakra.
Főleg a tyúkludakkal (Ceropsini nemzetség) mutat sok hasonlóságot, korábban össze is vonták a két fajt egy nemzetségbe.
Újabban azonban a gyöngyös récét nemcsak nemzetségszinten különítik el minden más récefélétől, hanem ezt az egy fajt egy önálló alcsaládba is helyezték.